# José Antonio Conde
José Antonio Conde y García (La Peraleja, Cuenca, 28 de octubre de 1766 - Madrid, 12 de junio de 1820) fue un arabista, helenista e historiador español.

## Biografía
Estudió gramática y retórica durante un año en el Seminario de Cuenca, y luego Derecho y lenguas (griego, latín, árabe, hebreo) en la Universidad de Alcalá. Fue conservador de la Real Biblioteca de San Lorenzo de El Escorial. Se casó con una sobrina de Leandro Fernández de Moratín, de quien fue gran amigo y con quien cambió un nutrido epistolario. Su esposa falleció al año de matrimonio durante el parto del que era su primer hijo y que también perdió.
Su traducción de Anacreonte (1791) le deparó un puesto en la Biblioteca Real en 1795. Entre 1796 y 1797 publicó diversas paráfrasis de Teócrito, Bión, Mosco, Safo y Meleagro. 
También hizo una edición de la Descripción de España de Al Idrisi (1799), con notas y traducción. Polemizó con Pablo Pedro Astarloa y Juan Bautista Erro sobre el origen del euskera. 
Correspondiente de la Academia de Berlín, fue elegido además académico de la Real de la Lengua en 1802 y de la Real de la Historia en 1804, ocupando en esta última institución el cargo de Anticuario. 
Su intervención como intérprete de José I Bonaparte provocó su clasificación como afrancesado y su expulsión de España. Escapó a Francia en febrero de 1813 y regresó en 1814, pero no pudo evitar la confiscación de todos sus bienes en ese mismo año. Se casa en segundas nupcias con la prima de Moratín Mariquita en 1816. De la biblioteca de El Escorial extrajo el manuscrito del Cancionero de Baena, que sus herederos vendieron y hoy es uno de los tesoros de la Biblioteca Nacional de París. Vivió en Francia en la más absoluta indigencia y, al volver a España, tuvieron que costear su entierro el hispanista George Ticknor y sus amigos Leandro Fernández de Moratín, Francisco Martínez de la Rosa y Agustín de Argüelles Álvarez.

## Obra
Es conocido sobre todo por su "Historia de la dominación de los árabes en España sacada de varios manuscritos y memorias arábigas", publicada póstumamente en Madrid en tres volúmenes entre 1820 y 1821. Sólo el primero fue preparado para la imprenta y corregido por su autor, los dos siguientes fueron elaborados por Juan Tineo con el material dejado por Conde. La obra conoció un gran éxito y fue prontamente traducida al alemán (1824-1825), francés (1825) e inglés (1854). Sin embargo fue duramente atacada por el arabista holandés Reinhart Dozy y los arabistas españoles, quienes le llegaron a acusar de no saber bien la gramática del árabe y haber desaprovechado los tesoros bibliográficos de que dispuso, llegando incluso a falsear los hechos. La crítica posterior ha sabido devolver a Conde sus auténticos méritos.[cita requerida]

### Listado de obras
- Poesias de Anacreon, Teócrito, Bion y Mosco, Madrid: Benito Cano, 1796.
- Idilios de Teócrito, Bion y Mosco, Madrid: Benito Cano, 1796.
- Historia de la dominación de los árabes en España, sacada de varios manuscritos y memorias arábigas. Madrid, 1820-1821, tres vols., muy reimpresa y traducida.
- Califas cordobeses, 1820.
- Poesías orientales, Madrid, 1819.
- Sobre las monedas arábigas, Madrid, 1817.
- El Evanteo, poema traducido, 1787.
- Thekr al Andalus taleef Sherif Aledris / Descripción de España de Xerif Aledris, conocido por El Nubiense, con traducción y notas de Josef Antonio Conde, Madrid: Guillermo Blázquez, 2003. Ed. original Madrid: Imprenta Real, 1799.
- Censura crítica del alfabeto primitivo de España, y pretendidos monumentos literarios del vascuence. Madrid, Imprenta real, 1806.
- Censura crítica de la pretendida excelencia y antigüedad del vascuence Madrid, Imprenta real, 1804.
- Carta en Castellano con posdata poliglota : en la qual don Juan Antonio Pellicer y don Josef Antonio Conde... responden a la carta crítica que un Anonimo dirigió al Autor de las Notas del Don Quijote desaprobando algunas de ellas. Madrid: Imprenta de Sancha, 1800.
- Memoria sobre la moneda arabiga, y en especial la acuñada en España por los principes musulmanes : leida en la real Académica de la Historia en junta de 21 Julio de 1804, Madrid: [s. n.], 1817.